# Lo Spino

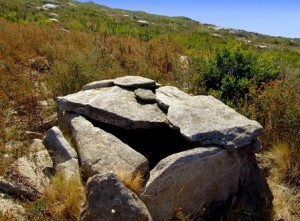
Lo Spino

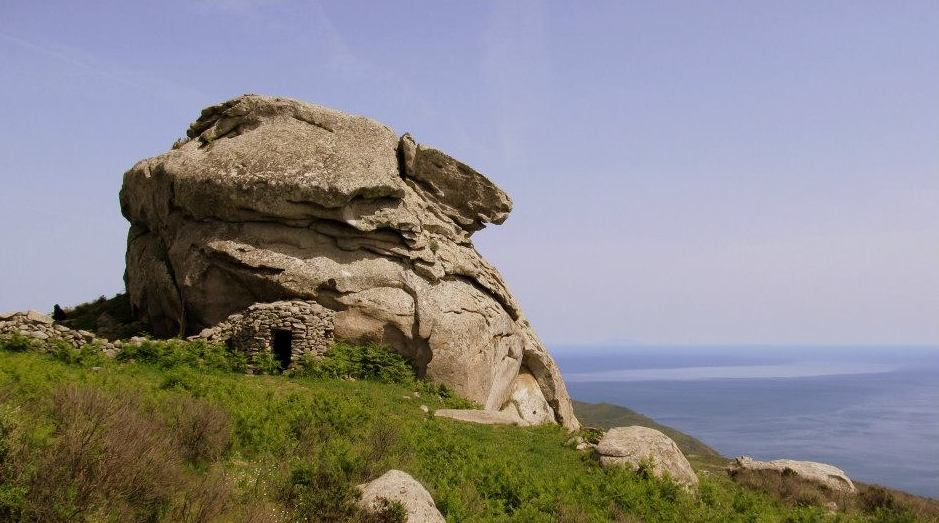
Pietra Murata

Die kleine Nekropole von Lo Spino liegt auf dem Plateau oberhalb von Seccheto, auf 332 m Höhe in Campo nell’Elba auf der italienischen Insel Elba, unweit der Menhire von Sassi Ritti.
Auf dem Gelände befinden sich einige Steinkisten der eisenzeitlichen Villanovakultur, die ins 9. Jahrhundert v. Chr. zurückreichen. Der gesamte Komplex ist wahrscheinlich auf die nahe gelegene archäologische Stätte von Pietra Murata zurückzuführen.